# Édouard Février
Édouard Alfred Février, né le 26 août 1837 à Sombreffe où il décéda le 9 octobre 1910 fut un homme politique libéral belge.
Février fut notaire (ULB,1874) et sénateur de Namur (1894-1900), puis de Namur-Dinant-Philippeville (1900-1910).

## Sources
- Liberaal Archief